# Juan José de Amézaga
Juan José de Amézaga (28 stycznia 1881 w Montevideo, zm. 21 sierpnia 1956 tamże) – urugwajski prawnik i polityk.
Profesor prawa na Uniwersytecie Republiki w Montevideo, minister przemysłu (1915–1916), ambasador w Buenos Aires (1916–1932), prezydent Urugwaju (1943–1947) z ramienia partii Colorado.